# Désignation de la quinzième franchise du Super 15
La quinzième franchise du Super 15 est choisie le 12 novembre 2009 pour rejoindre la compétition lors de l'édition 2011 : il s'agit des Melbourne Rebels, ce qui porte à cinq le nombre de franchises australiennes, soit autant que l'Afrique du Sud et la Nouvelle-Zélande. Melbourne a finalement été désignée, devançant les Southern Kings, équipe sud-africaine basée à Port Elizabeth.

## Choix final
Le bureau de la SANZAR ne parvient pas à un accord, la décision prévue le 31 octobre 2009 est ajournée et remise entre les mains d'un duo d'arbitres. Le 11 novembre 2009, ceux-ci désignent Melbourne en raison du coût engendré par le fait de faire jouer une franchise sud-africaine en Australie et du manque à gagner en droits de diffusion audiovisuels si la franchise de Port Elizabeth est retenue, estimé entre 15 et 20 millions de dollars sur cinq ans.

## Équipes candidates
Deux équipes restaient en compétition pour le choix final : un consortium basé à Melbourne en Australie, ainsi qu'une franchise basée à Port Elizabeth en Afrique du Sud. Ces deux candidats avaient déjà été recalés en 2006 lors de l'extension vers un Super 14, au profit de la Western Force et des Central Cheetahs.
Les membres de la SANZAR n'ayant pas réussi à s'entendre pour le choix de cette franchise, un comité d'arbitrage a été mis en place afin de désigner qui obtiendrait cette quinzième licence. L'ancien capitaine des All Blacks David Kirk ainsi que le juge d'instruction Barry Paterson ont été choisis pour prendre cette décision. Si Melbourne reste le choix le plus pertinent sportivement et économiquement, les Southern Kings pourraient intégrer la compétition en 2011 à la place d'une autre franchise Sud-Africaine, les Central Cheetahs ou les Lions.

### Melbourne Rebels
Melbourne a toujours été officieusement le premier choix de la fédération Australienne pour l'attribution d'une nouvelle super Licence. Fortement pressentie en 2006 pour rejoindre la compétition de l’hémisphère sud, Perth et son marché en pleine expansion lui avait été préféré. Désormais rien ne semble pouvoir empêcher la seconde ville Australienne, pourtant entièrement acquise à la cause de l’australian rules, d’avoir sa propre équipe. Trois consortiums se sont portés candidats à la gestion de cette franchise:
- VicSuper15, supporté financièrement par l'homme d'affaires originaire de Sydney Kevin Maloney qui a fait fortune dans les mines Australiennes.
- Un projet supporté financièrement par l'homme d'affaires Geoff Lord via son entreprise hôtelière Belgravia, déjà propriétaire de la franchise de football Melbourne Victory.
- Un projet porté par la fédération de rugby union du Victoria, via l’équipe des Melbourne Rebels qui a terminé finaliste de l’unique édition de l’Australian Rugby Championship.

Après la décision de la fédération Australienne de soutenir une candidature émanant de la ville de Melbourne, les trois consortiums ont été sommés de se mettre d’accord afin de présenter une candidature forte et unie à la SANZAR. Geoff Lord s’est finalement désisté tout en confirmant son soutien à la création d’une entité unique pour faire face aux Southern Kings. Après de longues tractations, les deux entités restantes ont entériné leur fusion et un projet commun, géré par le publicitaire Harold Mitchell et soutenu par le gouvernement de l’État, a été présenté à la SANZAR. Les Melbourne Rebels sont actuellement favoris pour évoluer l’an prochain dans le Super 15 au nouveau Melbourne Rectangular Stadium.
Des joueurs comme Rocky Elsom, Digby Ioane ou Lloyd Johansson pourraient être motivés à l'idée d'évoluer pour un club de leur ville d'origine.

### Southern Kings
Cette franchise fondée en 2009 est basée à Port Elizabeth et succède ainsi aux Southern Spears, créés en 2006 avec l'espoir d'intégrer le Super 14. Les Kings ont affronté les Lions Britanniques et Irlandais lors de leur tournée en 2009. Ils évolueraient au Nelson Mandela Bay Stadium, nouvellement construit pour la Coupe du Monde de football. Les franchises de Currie Cup associées seraient les Eagles de George, les Border Bulldogs d'East London et les Mighty Elephants de Port Elizabeth.
Le projet principal des Kings est de rapatrier une majorité des joueurs Sud-Africains évoluant en Europe afin de créer une équipe compétitive par rapport aux franchises australiennes ayant du mal à rester au sommet de la hiérarchie de l'hémisphère sud. Malheureusement la nouvelle formule du Super 15 oblige la nouvelle franchise à évoluer en Australie, ce qui compromet sérieusement les chances des Kings. Malgré la qualité de leur candidature et l’excellente santé du rugby sud-africain, Port Elizabeth et tout l'Eastern Cape devra certainement encore attendre quelques années avant d’avoir son équipe de haut niveau.

## Candidatures rejetées
Après avoir reçu puis étudié cinq candidatures originaires de plusieurs villes Australiennes, la fédération décide de soutenir Melbourne en vue de l’obtention d’une nouvelle super licence. La capitale de l'État du Victoria et ses quatre millions d’habitants représente un marché essentiel pour le développement d’une compétition en perte de vitesse. Avant d'éventuellement étendre la compétition à d'autres pays (Argentine, Japon ou Iles du Pacifique), il paraît nécessaire qu'une des plus grosses villes des pays de la SANZAR possède son équipe. Malgré la qualité des dossiers présentés, les autres consortiums ont été priés de revoir leur copie en vue d'une éventuelle candidature pour le Super 18.

### Australie

#### Central Coast
La Central Coast est une région des Nouvelles Galles du Sud située au nord de Sydney, la capitale de l'état. La principale ville, Gosford, compte 200 000 habitants, plus de deux millions pour toute la région. Zone en plein développement immobilier et commercial, le projet verrait les NSW Country Cockatoos, équipe de rugby locale, obtenir une super licence et évoluer au Bluetongue Stadium. Le projet était soutenu par John Singleton, richissime homme d'affaires local, et crédible sportivement après la victoire des Central Coast Rays dans l'unique édition de l'Australian Rugby Championship en 2007.

#### West Sydney
Sydney étant déjà représentée par les NSW Waratahs, il est peu probable de voir une nouvelle franchise naître dans la même zone. Cependant un projet soutenu par des investisseurs locaux pourrait voir le jour à l'ouest de Sydney (Penrith, Parramatta, Canterbury), zone pourtant acquise au rugby à XIII et où très peu de clubs de rugby à XV sont présents. L'ancien Wallaby Brett Papworth considérant la région de Sydney comme vivier du rugby Australien, ne souhaite pas voir les joueurs locaux être "délocalisés" vers des villes plus intéressantes en termes de revenus comme ce fut le cas pour Perth avec la Western Force. Offrir une Super licence à l'ancienne équipe de l'Australian Rugby Championship des Western Sydney Rams serait selon lui le choix logique pour ne pas perturber les joueurs.

#### Gold Coast
La zone touristique des Australiens, région ayant un fort taux de croissance, s'est montrée intéressée à l'idée d'accueillir une franchise du Super 15. Après la création en 2007 d'une équipe de rugby league, les Gold Coast Titans, puis d'une équipe de football en 2009, le Gold Coast United, accueillir une franchise de rugby à XV était la nouvelle priorité des politiciens locaux. Cependant il semble que le projet n'ait pas lreçu le soutien nécessaire localement et économiquement malgré la présence d'un stade flambant neuf, le Skilled Park. Le projet est donc reporté pour la future expansion vers un Super 18.

#### Sunshine Coast
Un projet porté par la fédération de rugby union de la Sunshine Coast ainsi que par des investisseurs désirant rester anonymes a été soumis à la fédération australienne de rugby à XV. Malgré des lacunes concernant la taille du stade ainsi que le budget prévisionnel, l'importance des touristes ainsi que le fort soutien local a permis d'appuyer la candidature dans une région où le rugby à XIII est, néanmoins, le sport numéro un.

### Nouvelle-Zélande
Deux actuelles provinces participant à la Air New Zealand Cup se sont portées candidates à l'obtention du Super Licence pour finalement revenir en arrière et retirer leurs candidatures.

#### Taranaki
Basée à New Plymouth, représentant la province Taranaki et évoluant au Yarrow's Stadium.

#### Hawke's Bay
Basée à Napier, représentant la province Hawke's Bay et évoluant au McLean Park.
L'annonce de la candidature des deux provinces a été annoncée simultanément le 23 juillet 2009 lorsque les dossiers ont été déposés auprès de la fédération Néo-Zélandaise de rugby. La perspective d'une rénovation complète des stades et de l'amélioration des équipements en vue de la Coupe du Monde est un garantie de la qualité des infrastructures. Hawke's Bay s'est retiré seul de la course le 6 août, laissant le champ libre à Taranaki dont le dossier était plus complet et les soutiens plus nombreux. Cependant, jugeant qu'une sixième franchise ne serait pas dans l'intérêt du rugby Néo-Zélandais en termes de compétitivité, la fédération Néo-Zélandaise de rugby a préféré rejeté la candidature de Taranaki et laisser le champ libre aux Australiens et Sud-Africains, en précisant toutefois que la qualité du dossier proposé en faisait un candidat sérieux en cas de nouvelle expansion de la compétition.